# Norge (яхта)
«Норвегия» (норв. KS Norge или K/S Norge) — моторная яхта короля Норвегии. Яхта принадлежит королю, но поддерживается и укомплектована Королевскими ВМС.

## История
Яхта была подарена норвежским народом королю Хокону VII в 1947 году. Когда в 1905 году принц Карл Датский, будучи морским офицером, согласился занять престол Норвегии под именем Хокон, парламент страны постановил выделить новому королю яхту. Из-за сложной экономической ситуации в Норвегии после расторжения унии со Швецией, а затем двух мировых войн, специального судна в распоряжении королевской семьи так и не появилось. В этом качестве использовались различные военные корабли, например, патрульное судно HNoMS Heimdal.
После Второй мировой войны была объявлена общенациональная подписка для сбора средств на приобретение яхты. Причиной была сама личность короля, который стал национальным символом сопротивления нацистской Германии. В конце концов, была выбрана британская моторная яхта «Philante», построенная в 1937 году. Одна из самых больших яхт в мире своего времени, она была реквизирована Королевским флотом в 1939 году и использовалась для конвойной службы в Северной Атлантике. В июле 1947 года судно было куплено Норвегией, переименовано и подарено королю на его 75-летие. Переоборудование было завершено в 1948 году и король Хокон VII вывел её в море.

## Служба
Король Хокон VII использовал «Норвегию» для путешествий по Норвегии и за рубеж. Король Улаф V получил яхту после смерти отца в 1957 году, вскоре корабль прошел несколько ремонтов для обновления корпуса и технического оборудования. Король следовал традициям своего отца и часто использовал корабль для своих официальных и частных визитов.
В 1985 году во время ремонта на верфи ВМС в Хортене при проведении сварочных работ на борту «Норвегии» начался пожар, в результате которого сохранился только корпус и силовая установка. Королевская семья решила восстановить корабль. Ремонт длился больше года. Кроме восстановительных работ, яхта получила новое навигационное и другое оборудование.
Когда Улаф V умер в 1991 году, «Норвегия» была передана королю Харальду V.
График движения яхты меняется ежегодно. Правящий монарх большой поклонник парусного спорта и использует «Норвегию» в качестве базы во время проведения регат. Так же, как и предшественники, он использует яхту и для официальных мероприятий. Так, в 2004 году король посетил Францию во время празднования 60-летия высадки союзников в Нормандии, а в 2006 совершил визит в Ирландию. Летом 2007 года вместе с датской яхтой «Даннеброг» «Норвегия» курсировала вдоль южной части Норвегии, чтобы отпраздновать 70-летние юбилеи — короля, королевы Сони и самой яхты.

## Галерея

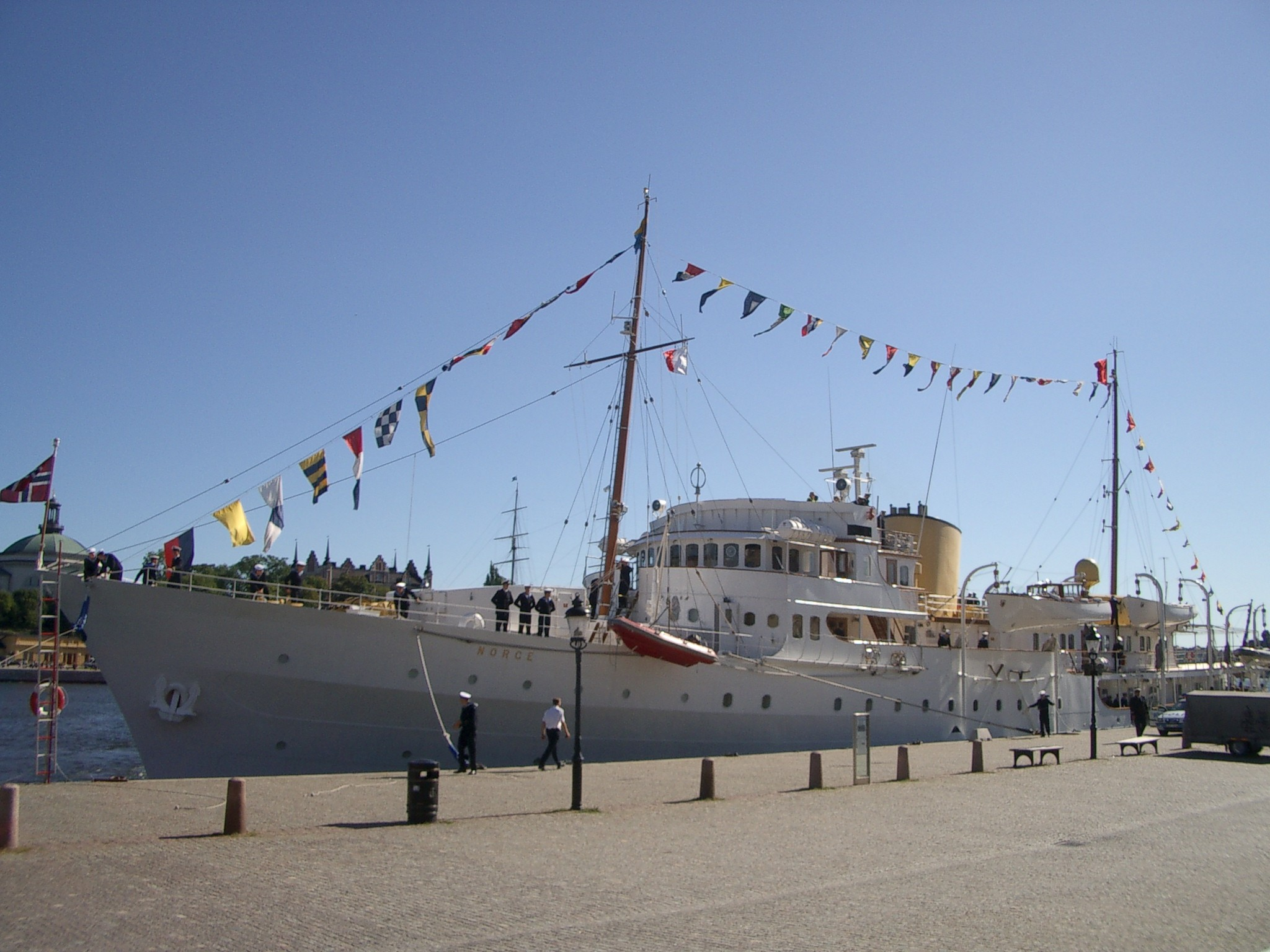
Яхта Норвегия в Стокгольме, июль 2005 г
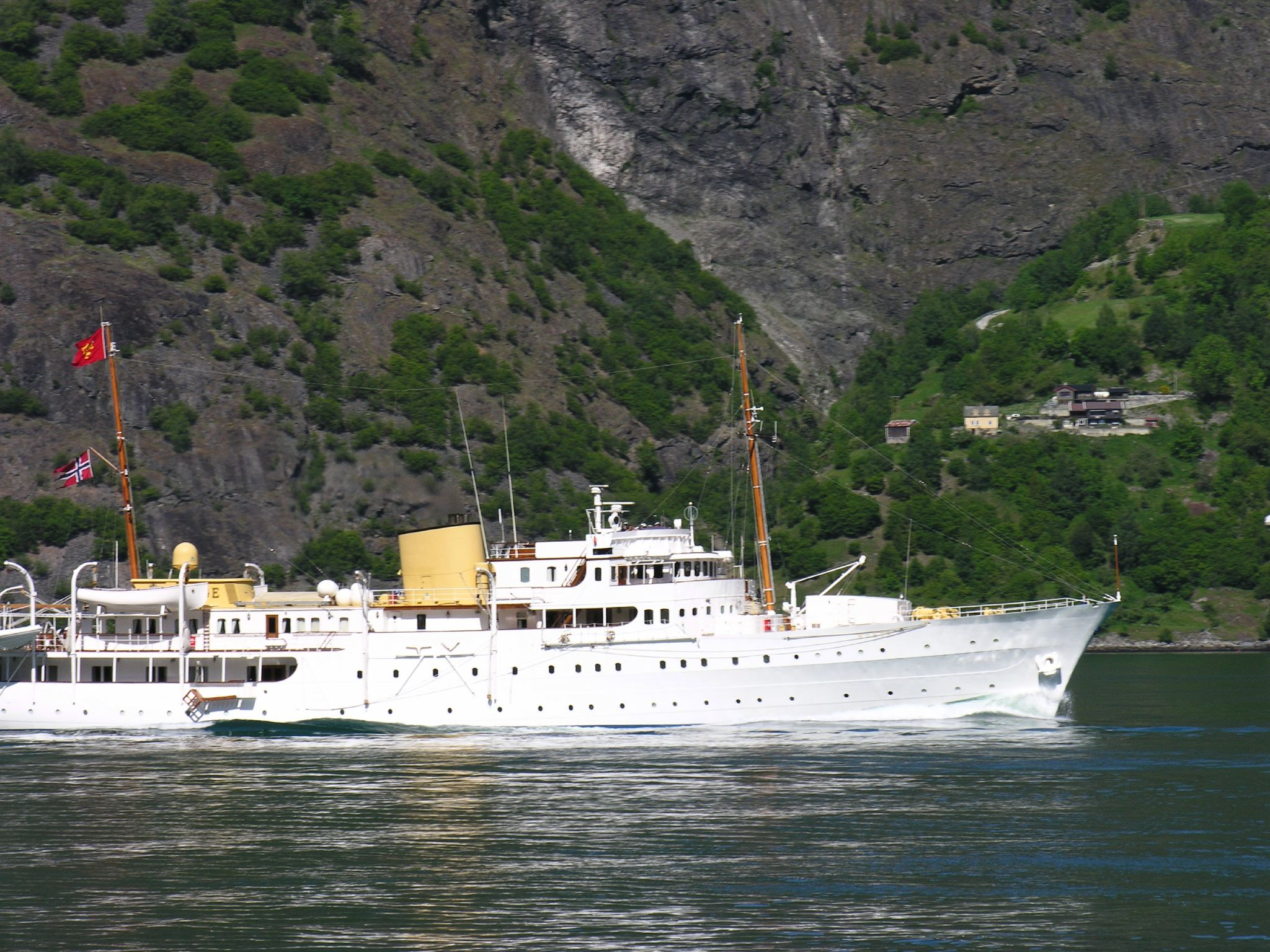
У побережья Норвегии
Кормовая часть яхты
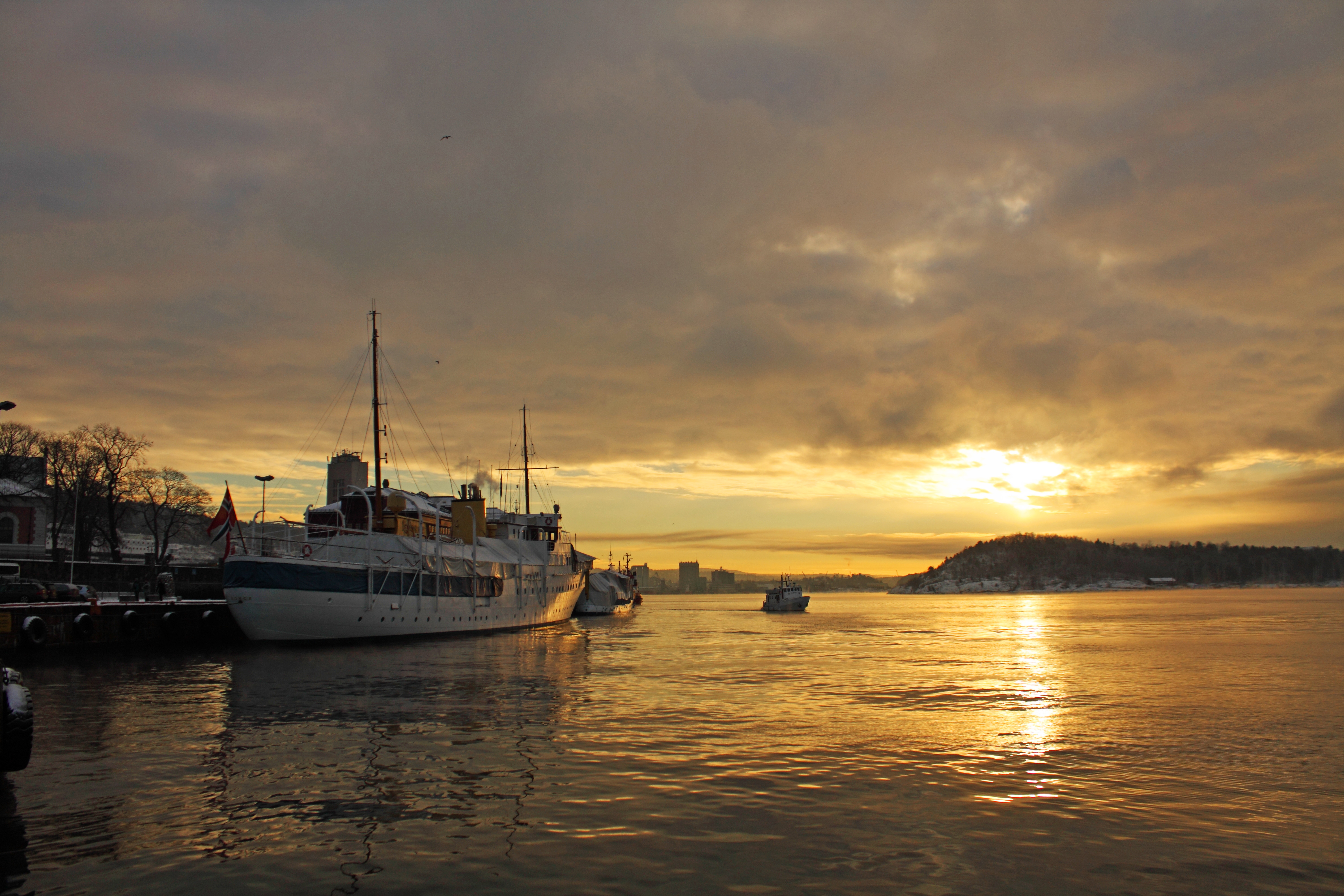
В порту Осло